# Општина Скела (Горж)
Скела (рум. Schela) општина је у Румунији у округу Горж.
Oпштина се налази на надморској висини од 362 m.